# RZSD PB21
Az PB (PB – Politbjuro, magyarul: Politikai Bizottság) szovjet villamosmozdony 3 hajtott tengellyel. Tengelyelrendezése 2'C2'. Összesen egy db épült belőle, ez volt az első szovjet villamosmozdony.

## Története
A gépet 1933-1934 között építették Kolomnán, egy példányban készült, 1941-ig kísérleteztek vele Grúziában hegyi pályán, aztán fordába állt Moszkva mellett síkvidéki pályán, a háború kitörését követően Permbe állomásították át. Onnan ismét Grúziába került, végül még egy rövid ideig üzemelt Permben, 1954-1955 között. Jelenleg is ott található, szoborként kiállítva. Gyorsvonati gép volt, 140 km/h legnagyobb üzemi sebességgel, de a gyakorlatban 127 km/h-nál nem futott gyorsabban.
A 3 hajtott kerékpárhoz két-két vontatómotor kapcsolódott csőtengelyes megoldással. A két-két vontatómotor nem fért volna el a forgóvázkeretben. Azért használtak kettőt-kettőt, hogy a villamos berendezés típusegységes legyen a tehervonati VL19-essel. Ettől még, ugyanúgy hat vontatómotorral a mozdony lehetett volna Co'Co', mint tehervonati kortársai, csakhogy az akkor használatos, nehéz, öntött forgóvázkonstrukciókat nem tartották alkalmasnak kb. 90 km/h-nál nagyobb sebességekhez. Gyökeresen új, csak a gyorsvonati mozdonyokhoz használatos forgóvázkonstrukció kidolgozása viszont meghaladta volna a projekt kereteit. Ezért folyamodtak a sajátságos megoldáshoz - de nem is lett sikeres.